# Сладкое (озеро, Сахалин)
Сладкое — пресное озеро на северо-западном побережье острова Сахалин. Находится на территории Охинского района Сахалинской области.

## Гидрография
Площадь зеркала 17,2 км², водосборная площадь 155 км². Представляет собой дельту реки Сладкой, сильно вытянутую с юго-востока на северо-запад, фактически является речным разливом. Через реку Наумовку длиной 9 км озеро соединено с Охотским морем. Средняя глубина составляет 2 метра, максимальная не более 3,5 м. При этом до 1950-х гг. глубины в водоёме доходили до 6 м, но в связи со сходом в озеро песчаной дюны оно обмелело. Основное питание водоёма приходится на реку Сладкую, а также на грунтовые воды и многочисленные ключи.
Берега озера изрезаны глубокими заливами, заросли хвойным лесом, а также тростником, камышом, хвощом и осоками, часто с зарослями водяной сосенки. Западная часть водоёма окаймлена песчаными пляжами. Дно озера песчаное и илисто-песчаное, очень небольшой участок занят галькой. Рельеф дна пологий.
Температура воды озера отличается в разных местах. Более холодные воды находятся в юго-восточной части (16 °C), здесь многочисленны холодные ключи. Наиболее тёплые — в северной части и в прогреваемых мелководных заливах (до 21 °C).

## Планктон
Основу фитопланктона озера составляют диатомовые, зелёные водоросли и цианобактерии. Летом характерно максимальное развитие фитопланктона с очень высокими показателями численности и биомассы. Зоопланктон состоит в основном из коловраток и ветвистоусых раков.

## Ихтиофауна
В водах озера обитают горбуша, амурский язь, малоротая корюшка, пескарь Солдатова, амурская колюшка, амурская щука, амурский плоскоголовый жерех, конь-губарь.